# کارل کوتر (زاده ۱۹۴۲)
کارل کوتر (انگلیسی: Karl Köther؛ زادهٔ ۱ ژانویهٔ ۱۹۴۲) دوچرخه‌سوار اهل آلمان غربی است.